# 国鉄タキ24500形貨車
国鉄タキ24500形貨車（こくてつタキ24500がたかしゃ）は、かつて日本国有鉄道（国鉄）及び1987年（昭和62年）4月の国鉄分割民営化後は日本貨物鉄道（JR貨物）に在籍した私有貨車（タンク車）である。

## 概要
本形式は、亜塩素酸ソーダ液専用の35t 積タンク車として1974年（昭和49年）7月26日に1両（タキ24500）が、日本車輌製造にて製作された。
本形式の他に亜塩素酸ソーダ液を専用種別とする形式には、タキ26200形（1両）の1形式があるのみである。
1979年（昭和54年）10月より化成品分類番号「侵81」（侵食性の物質、腐食性物質、危険性度合2（中））が標記された。
所有者は、日本曹達でありその常備駅は信越本線の二本木駅であった。
普通鋼（一般構造用圧延鋼材）製のタンク体に、厚さ50mmのグラスウール断熱材を巻き、薄鋼板製のキセ（外板）が設置された。
荷役方式は、タンク上部のマンホールからの上入れ、液出管と空気管使用による上出し方式であり、両管はS字管を装備している。
車体色は黒色、寸法関係は全長は12,200mm、全幅は2,591mm、全高は3,776mm、台車中心間距離は8,000mm、実容積は29.1m3、自重は18.8t、換算両数は積車5.5、空車1.8であり、台車はベッテンドルフ式のTR41E-13である。
1988年（昭和63年）6月に廃車となり同時に形式消滅となった。在籍期間14年と短命な形式であった。